# Ștefan Tudor

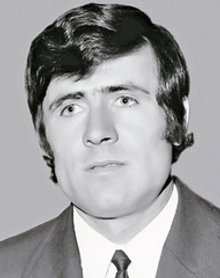

Ștefan Tudor (* 3. März 1943 in Poienarii Burchii, Kreis Prahova; † 15. Februar 2021) war ein rumänischer Ruderer, der 1970 Weltmeister und 1972 Olympiadritter im Zweier mit Steuermann war. 

## Sportliche Karriere
Der 1,85 m große Ștefan Tudor gewann seine erste internationale Medaille bei den Europameisterschaften 1967 in Vichy. Der rumänische Vierer mit Steuermann in der Besetzung Reinhold Batschi, Petre Ceapura, Emanoil Stratan, Ștefan Tudor und Steuermann Ladislau Lovrenschi erhielt die Bronzemedaille hinter den Booten aus der UdSSR und aus der DDR. Bei den Olympischen Spielen 1968 in Mexiko-Stadt belegte der rumänische Vierer mit Francisc Papp für Stratan den siebten Platz im Vierer.
Zusammen mit Petre Ceapura und Ladislau Lovrenschi siegte Tudor bei den Weltmeisterschaften 1970 in St. Catharines, Kanada vor den Booten aus der DDR und aus der Sowjetunion. Bei den Europameisterschaften 1971 in Kopenhagen traten Ceapura und Tudor mit Gheorghe Gheorghiu als Steuermann an und belegten den vierten Platz hinter den Booten aus der DDR, der Tschechoslowakei und der UdSSR. 1972 bei den Olympischen Spielen 1972 in München steuerte wieder Lovrenschi. Ceapura, Tudor und Lovrenschi erreichten in München das Finale und gewannen die Bronzemedaille hinter den Booten aus der DDR und aus der Tschechoslowakei. Im Jahr darauf gewannen Ceapura, Tudor und Gheorghiu bei den Europameisterschaften 1973 in Moskau Bronze hinter den Booten aus der UdSSR und aus DDR. Bei den Weltmeisterschaften 1975 in Nottingham ruderten Ceapura, Tudor und Lovrenschi mit dem Zweier auf den neunten Platz. Bei den Olympischen Spielen 1976 in Montreal trat Tudor im Vierer ohne Steuermann an und belegte den neunten Platz.